# Selište Drežničko
Selište Drežničko is een plaats in de gemeente Rakovica in de Kroatische provincie Karlovac. De plaats telt 348 inwoners (2001).